# Cerastis faceta
Cerastis faceta là một loài bướm đêm trong họ Noctuidae.